# كنز في البرج الملكي
كنز في البرج الملكي (بالإنجليزية: Treasure in the Royal Tower)‏ هي اللعبة الرابعة من سلسلة ألعاب نانسي درو من إنشاء هير إنتراكتيف، وصدرت 2001. سبقتها رسالة في قصر مسكون وتلتها المشهد الأخير. تجري أحداثها في ويسكنسن. وهي مبنية على الرواية #128 في قصص غموض نانسي درو، كنز في البرج الملكي.

## ملخص الحبكة
بينما تتساقط الثلوج في منتجع تزلج قلعة ويكفورد، نانسي درو عالقة في مكان غريب كتاريخه، القلعة هي لغز مليئة بالنهايات المسدودة والانعطافات التي تلمح إلى أسطورة خلفتها ماري أنطوانيت.

## الشخصيات
- دكستر إيغان -- يتيم تم تبنيه من إزرا ويكفورد. يقيم في قلعة ويكفورد باعتباره المالك المؤقت، رغم حقيقة أنه لم يكن تحت أي ظرف لوراثة القلعة بعد نفيه.
- بياتريس هاتشكيس -- باحثة في التاريخ الفرنسي متخصصة في ماري أنطوانيت، تمضي معظم وقتها في غرفتها (#214) تقوم بطباعة أبحاثها.
- ليزا أستروم -- مصورة صحفية موجودة في القصر لكتابة مقالة عن قصور ويسكنسن القديمة. عادة ما يمكن العثور عليها تقرأ مجلة بجانب النار.
- جاك بروناي -- متزلج فرنسي شهير. علمت نانسي بأنه كان متسابق في الألعاب الأولمبية الشتوية في السنة السابقة. يعتقد الكثير من المراقبين أن جاك مدرب تزلج في قلعة ويكفورد إضافة إلى صناعة صنادق خشبية. كما لديه خطيبة تدعى إيزابيل.

### أصدقاء الهاتف
- بيس مارفن وجورج فاين—صديقتي نانسي المفضلتين.
- نيد نيكرسون—حبيب نانسي.

## الممثلين
- لاني مينيلا -- نانسي درو
- ثوماس ستيوارت -- دكستر إيغان
- كيري هايلي—بياتريس هوتشكيس
- تارا سميث -- ليزا أستروم
- جاستن باريت -- جاك بروناي
- سكوت كارتي -- نيد نيكرسون
- كلاير غالاغير -- بيس مارفن
- مورين نيلسون -- جورج فاين

## الفرص الثانية
خلال اللعبة وغيرها من ألعاب كمبيوتر نانسي درو، هناك عدد من الأخطاء التي يمكنك القيام بها، كالسقوط عن الدرج وإشعال النار في شيء ما. يمكن استخدام خيار «الفرصة الثانية» لتصحيح هذه الأخطاء. وهذه قائمة من الأخطاء التي يمكن اقترافها في هذه اللعبة :
- البقاء طويلاً في البرد.
- عدم إيقاف الإنذار في المكتبة في الوقت المناسب.
- الوقوع في فتحة المصعد.
- التعرض إلى السحق بالمصعد.
- السماح للجاني بالفرار.

## وصلات خارجية
Treasure in the Royal Tower من هير إنتراكتيف
| سبقه رسالة في قصر مسكون | ألعاب نانسي درو 1998-الآن | تبعه المشهد الأخير |